# Norton (Massachusetts)
Pour les articles homonymes, voir Norton.
Norton est une ville du Massachusetts.

## Historique
Norton est fondée comme village de colons en 1669. Le lieu est appelé North Taunton, car il est situé du côté nord de Taunton. la colonie prend son nom actuel en 1710.
Metacomet, l'Amérindien sachem de la tribu des Wampanoags, connu comme le « chef Philippe » se serait caché ici dans une grotte à la fin de la guerre du roi Philippe et juste avant de mourir dans les marécages de Hockomock.
Un mémorial est érigé en centre-ville en l'honneur des anciens combattants de la guerre du Golfe originaires de Norton.
Norton est une petite ville en plein développement. L'acteur Reichen Lehmkuhl y a passé sa jeunesse.